# George Baldock
George Henry Ivor Baldock (* 9. März 1993 in Buckingham, England; † 9. Oktober 2024 in Glyfada, Griechenland) war ein englisch-griechischer Fußballspieler auf der Position des Rechtsverteidigers. Zuletzt stand er bei Panathinaikos Athen unter Vertrag.

## Karriere
George Baldock begann seine Karriere in den Jugendmannschaften der Milton Keynes Dons in England. Erstmalig stand er am 7. Mai 2011 bei einer League-One-Begegnung zwischen Oldham Athletic und den Milton Keynes Dons in der Startelf.
In den folgenden Jahren war Baldock mehrmals kurzzeitig verliehen, unter anderem an Northampton Town, Tamworth und ÍBV Vestmannaeyja. In der Saison 2013/14 erhielt Baldock zunehmend Einsätze in der Mannschaft der Milton Keynes Dons, bevor er von 2015 bis 2016 an Oxford United verliehen wurde.
Zur Saison 2017/18 nahm der zu dieser Zeit in der EFL Championship spielende Verein Sheffield United Baldock unter Vertrag. Seinen ersten Liga-Startelfeinsatz für den Verein erhielt er beim 1:0-Auswärtssieg bei den Bolton Wanderers. Am 1. Juli 2024 verließ Baldock Sheffield United nach 205 Spielen und schloss sich Panathinaikos Athen an, wo er drei Einsätze absolvierte.

## Privates
George Baldock hatte einen Bruder, Sam Baldock, der ein ehemaliger Fußballspieler und heutiger -trainer ist. Er spielte gleichzeitig mit George Baldock bis 2011 bei den Milton Keynes Dons und ist heute als Entwicklungstrainer bei Brighton & Hove Albion tätig. George Baldock hatte einen Sohn.
Da ein Großelternteil Baldocks aus Griechenland stammte, war Baldock sowohl für die griechische als auch für die englische Nationalmannschaft spielberechtigt. Im Jahr 2022 erfolgte sein Debüt für die griechische Nationalmannschaft, mit der er auch an der EM-Qualifikation 2023/24 teilnahm.
Baldock starb nach Polizeiangaben am 9. Oktober 2024 in Glyfada durch Ertrinken im Alter von 31 Jahren in einem Swimmingpool. Beim etwa 24 Stunden nach Bekanntwerden seines Todes stattfindenden Nations-League-Spiel zwischen Griechenland und England und beim zeitgleich ausgetragenen Basketballspiel der EuroLeague zwischen Panathinaikos und Bayern München wurde seiner unter anderem mit einer Schweigeminute gedacht.